# Campobello di Licata
Campobello di Licata – miejscowość i gmina we Włoszech, w regionie Sycylia, w prowincji Agrigento.
Według danych na styczeń 2010 gminę zamieszkiwały 10 323 osoby przy gęstości zaludnienia 127,6 os./1 km².